# Erannis occataria
Erannis occataria là một loài bướm đêm trong họ Geometridae.